# 聖彼得堡省
聖彼得堡省（Санкт-Петербургская губерния）是俄羅斯帝國的一個省。成立於1708年12月18日，原名英格里亞省，是俄國最早的八個省之一，1710年改名。瑞典王國在大北方戰爭中戰敗，與俄羅斯在1721年9月10日簽署尼斯塔德條約，將包括英格里亞省的大片領土割讓給俄羅斯。1914年改名彼得格勒省，1924年改名列寧格勒省。1927年改組為列寧格勒州。
面積39,203平方俄里，1897年人口2,107,691人。首府聖彼得堡。